# Deekshabhoomi

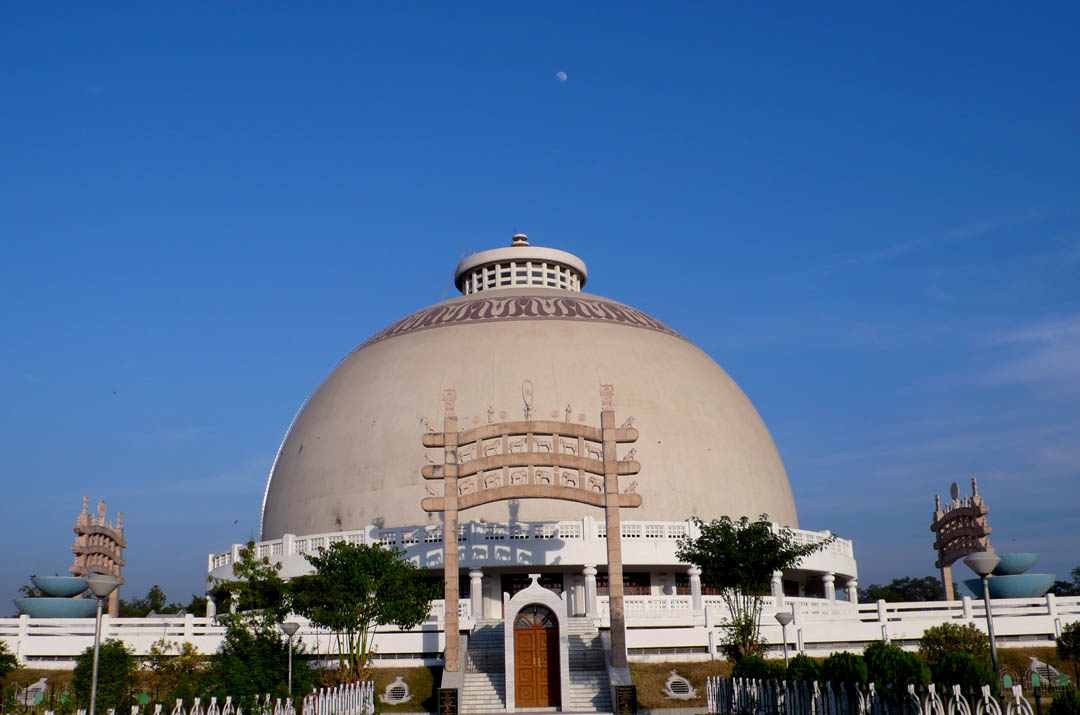
Le stupa de Deekshabhoomi

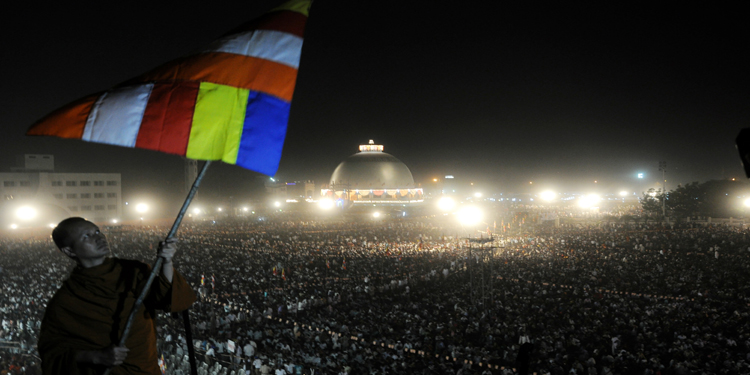
Célébration de la conversion de masse du 14 octobre 1956, à Deekshabhoomi en octobre 2012.

Deekshabhoomi est un lieu symbolique du bouddhisme en Inde situé à Nagpur, dans l'État du Maharashtra. C'est ici que Babasaheb Ambedkar se convertit au bouddhisme en compagnie d'environ 600 000 de ses fidèles intouchables le 14 octobre 1956,. 
Un stupa, dont la construction a commencé en 1978 et été achevée en 2001, commémore l'évènement et sert de lieu de pèlerinage.